# Atlantischer Umber
Der Atlantische Umber (Micropogonias undulatus, engl. Atlantic croaker) ist eine Art der Gattung Micropogonias vor der Ostküste Nordamerikas. Gekennzeichnet ist er durch (ca. 5) ganz kleine (kurze) Barteln (Hautläppchen) an der Unterkieferkante. Damit erfühlt er, in Trupps schwimmend, seine Beutetiere aus Schlamm- und detritusreichen Feinsand-Flächen vor den Küsten: Würmer, Mollusken, Krebse (natürlich auch freischwimmende), auch Fische und Algen.

## Beschreibung
Der Atlantische Umber kann 55 cm lang, 2,6 kg schwer und 5 Jahre alt werden. Sein Rumpf ist fast spindelförmig, rosa-beige gefärbt, mit dunklen, wellenförmig angeordneten Flecken gezeichnet. Wegen dieser wellenförmigen Zeichnung bekam der Atlantische Umber sein Artepitheton undulatus (gewellt). Die Schwanzflosse ist am Hinterrand fast gerade abgeschnitten.
Flossenformel: Dorsale D1 X–XI, D2 I/~30, Anale AII/9–11.

## Verbreitung und Lebensweise
Er ist von Massachusetts nach Süden hin verbreitet, auch im Golf von Mexiko bis Nordmexiko, fehlt aber um Florida. Vorkommen weiter südlich von den Kleinen Antillen bis Brasilien und Argentinien sind unklar. Möglicherweise handelt es sich bei vereinzelten Funden um eine andere Art, Micropogonias furnieri. Die Gattung Micropogonias kommt mit sechs Arten auch im Ostpazifik vor.
Der Atlantische Umber gehört zu den bestuntersuchten Ostküsten-Umbern (ca. 23 Arten) – dennoch ist noch vieles unklar. Er laicht (in großen Mengen) im freien Wasser, bis zu 70 km vor der Küste, meist im Herbst. Bei der Verbreitung der Larven durch die Meeresströmung spielt die Jahreszeit, in der die Eier in großer Anzahl ins freie Wasser entlassen werden, eine große Rolle. Die Jungfische sind allerdings im Aufkommen bei Kaltwasservorstößen gefährdet. Ferner wurde der Atlantische Umber als unbeabsichtigter Beifang oft stark dezimiert, so dass seine Fangresultate rückläufig sind. Wichtig ist wie bei vielen Umbern, dass die Larven und Jungfische auch in Gewässern geringerer Salinität (Brackwasser) aufwachsen können. Die Larven lassen sich durch oberflächennahe Strömungen in Küstennähe tragen. Allgemeine Umweltbelastung führt zu Bakteriosen. Dennoch ist der Atlantische Umber noch immer ein wichtiger Wirtschaftsfisch; auch für den Angelsport ist er von großer Bedeutung, zumal er als sehr wohlschmeckend gilt und auf verschiedenste Weise zubereitet werden kann.
Lautproduktion: Gannon (2007) konnte zeigen, dass dieser Umber Laute nicht nur beim Laich-Vorspiel und beim Gefangenwerden (im Stress) erzeugt, sondern auch als Fühlungs-Mittel (eigene "clicks", die auch für das Alter der Tiere typisch sind).
In den Niederlanden erhielt er kürzlich einen Vernakularnamen ("knorrepos" = 'Knurr-Kaulbarsch') – weil er wiederholt in belgisch-niederld. Küstengewässern aufgetaucht ist (nach unfreiwilliger Passage in Ballastwasser). Der Gattungsname ist etwas verunglückt, da Cuvier 1830 den oben dargestellten Fisch Micropogon (kleiner Bart) nennen wollte; aber dieser Name war schon an einen Bartvogel vergeben, so dass Bonaparte 1831 sich einfach durch Anhängen der Endung -ias (wie bei Pogonias) behalf.